# Pyracantha inermis
Pyracantha inermis là loài thực vật có hoa trong họ Hoa hồng. Loài này được J.E. Vidal miêu tả khoa học đầu tiên năm 1948.